# Valle-di-Mezzana
Valle-di-Mezzana (kors. Valli di Mezana) – miejscowość i gmina we Francji, w regionie Korsyka, w departamencie Korsyka Południowa.
Według danych na rok 1990 gminę zamieszkiwały 233 osoby, a gęstość zaludnienia wynosiła 33 osób/km².